# (3283) Skorina
(3283) Skorina (1979 QA10; 1953 TW1) ist ein ungefähr zehneinhalb Kilometer großer Asteroid des inneren Hauptgürtels, der am 27. August 1979 vom russischen, damals sowjetischen, Astronomen Nikolai Stepanowitsch Tschernych am Krim-Observatorium (Zweigstelle Nautschnyj) auf der Halbinsel Krim (IAU-Code: 095) entdeckt wurde.

## Benennung
Der Asteroid (3283) Skorina wurde nach Francysk Skaryna (belarussisch Францішак Скарына, deutsche Transkription: „Franzischak Skaryna“, wissenschaftliche Transliteration: „Francišak Skaryna“; 1470–1551/52) benannt, der als Pionier des Buchdrucks in Belarus gilt. Als Variationen seines Nachnamens werden auch Skoryna oder Skorina genannt.